# Turovîci, Turiisk
Turovîci (în ucraineană Туровичі) este un sat în comuna Mîleanovîci din raionul Turiisk, regiunea Volînia, Ucraina.

## Demografie
Componența lingvistică a localității Turovîci
     Ucraineană (100%)
Conform recensământului din 2001, toată populația localității Turovîci era vorbitoare de ucraineană (100%).